# Povoletto
Povoletto (Friaulisch: Paulêt) ist eine nordostitalienische Gemeinde (comune) mit 5416 Einwohnern (Stand 31. Dezember 2023) in der Region Friaul-Julisch Venetien. Die Gemeinde liegt etwa sieben Kilometer nordöstlich von Udine am Torre. Povoletto ist Teil der Comunità Montana del Torre, Natisone e Collio.

## Persönlichkeiten
- Luigi Cicuttini (1906–1973), Geistlicher